# Forni Avoltri
Forni Avoltri (friuli nyelven For Davôtr, helyi nyelvjárásban Lu For vagy For Davùatri) település Olaszországban, Friuli-Venezia Giulia régióban, Udine megyében. Lakosainak száma 501 fő (2023. január 1.). Forni Avoltri Paluzza, Rigolato, Sappada, Prato Carnico, Santo Stefano di Cadore és Lesachtal községekkel határos.

## Népesség
A település népességének változása:
| Lakosok száma | 575  | 562  | 501  |
|               | 2017 | 2018 | 2023 |